# Yeniyurt Kalesi
Koordinaten: 36° 37′ 33″ N, 34° 7′ 47″ O

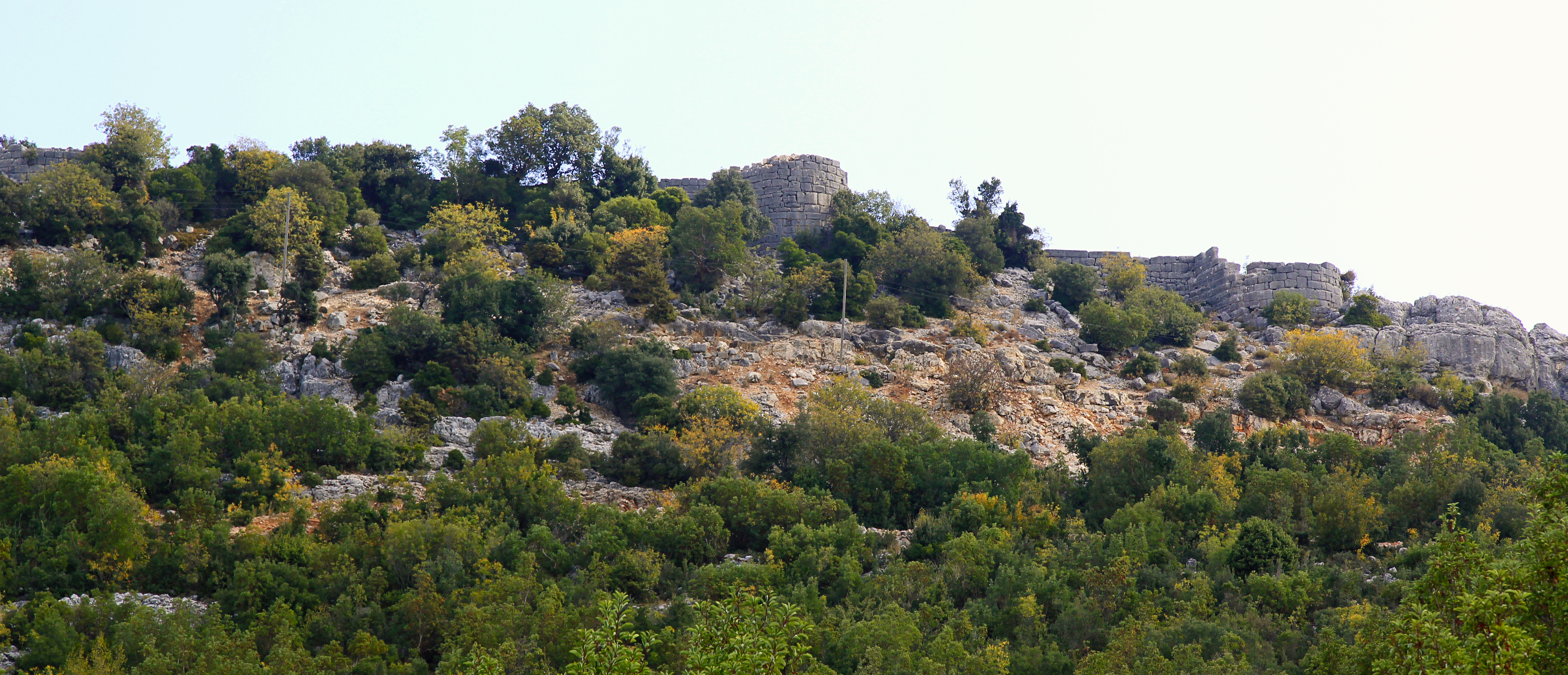
Yeniyurt Kalesi von Nordwesten

Yeniyurt Kalesi (früher Eski Kale) ist die Ruine einer hellenistischen Festung und einer Siedlung, die bis in frühbyzantinische Zeit bewohnt war, in der Südtürkei.

## Lage
Yeniyurt Kalesi liegt etwa 1,5 Kilometer östlich des Weilers Yeniyurt im Bezirk Erdemli der türkischen Provinz Mersin. Die Festung liegt am Westende eines Plateaus auf einem steil abfallenden Felsrücken, hoch über dem nördlichen Ufer des Lamos, des heutigen Limonlu. Die Entfernung bis zur südöstlich gelegenen Mündung des Flusses ins Mittelmeer im Ort Limonlu beträgt etwa 13 Kilometer, ebenso nach Erdemli, die Provinzhauptstadt Mersin ist etwa 50 Kilometer entfernt.

## Beschreibung

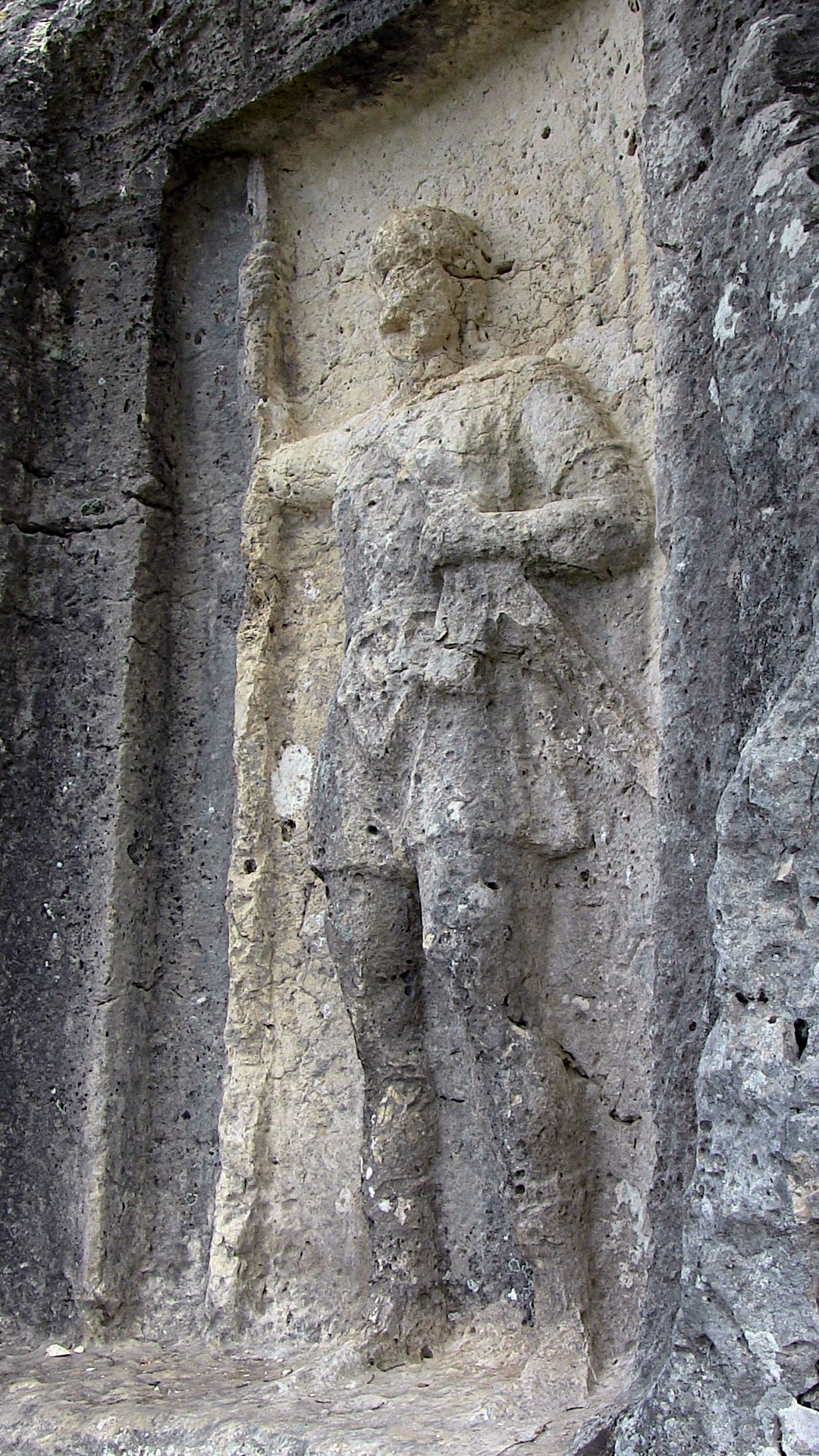
Kriegerrelief

Am nordwestlichen Rand des Plateaus sind hellenistische Kurtinen, ausgestattet mit drei halbrunden Bastionen, erhalten. Von dem Torbau, den Josef Keil und Adolf Wilhelm in den späten 1920er Jahren noch sahen, ist nichts mehr zu erkennen. Im Nordosten wurde ein Teil der Mauern in frühbyzantinischer Zeit erneuert, wobei ein dorischer Triglyphenfries als Spolie verwendet wurde. Ein römisches Grabhaus mit gewölbter Kammer wurde dabei als rechteckige Bastion in die Mauern einbezogen. 
Auf dem Plateau standen bis zu 50 Häuser, die heute fast vollständig zerstört sind. Teilweise noch vorhanden sind kubische und glockenförmige Zisternen. Keil und Wilhelm konnten noch drei Kirchenbauten beobachten, von denen heute nur noch die Grundmauern einer Basilika zu sehen sind. Sie ist 14,05 Meter lang, wovon 5,30 Meter der Naos einnimmt. Die beiden Forscher berichten von einer griechischen Inschrift in einer Tabula ansata auf einem Türsturz der Kirche. Sie hatte eine alttestamentliche Prophezeiung zum Inhalt, die sich auf den Tempelbau in Jerusalem bezieht. Die Inschrift ist heute verschollen. Anhand der gefundenen Kapitelle kann der Bau ins 6. Jahrhundert datiert werden. Nördlich der Burg steht auf einem zweistufigen Sockel ein nach Süden, auf den früheren Zugangsweg, ausgerichtetes Tempelgrab aus der römischen Kaiserzeit. Am westlichen Felshang finden sich Reste einer Nekropole aus römischer bis frühbyzantinischer Zeit mit Grabhäusern und Chamosorien.
In der steil abfallenden Nordwand des Hochplateaus ist wenige Meter unterhalb der modernen Straße in einer Nische ein Felsrelief eingemeißelt. Es zeigt etwa in Lebensgröße einen stehenden Krieger in frontaler Darstellung. Er hat lang herabfallende Haare und ist mit einem kurzen, gegürteten Chiton bekleidet. Die rechte Hand hält eine Lanze, die linke ein Schwert.